# رینگلبن (کوفهویزرکرایس)
رینگلبن (به آلمانی: Ringleben) یک شهر در آلمان است که در کوفهویزرکرایس واقع شده‌است. رینگلبن ۱٬۰۳۳ نفر جمعیت دارد.